# Hidroelectricidad

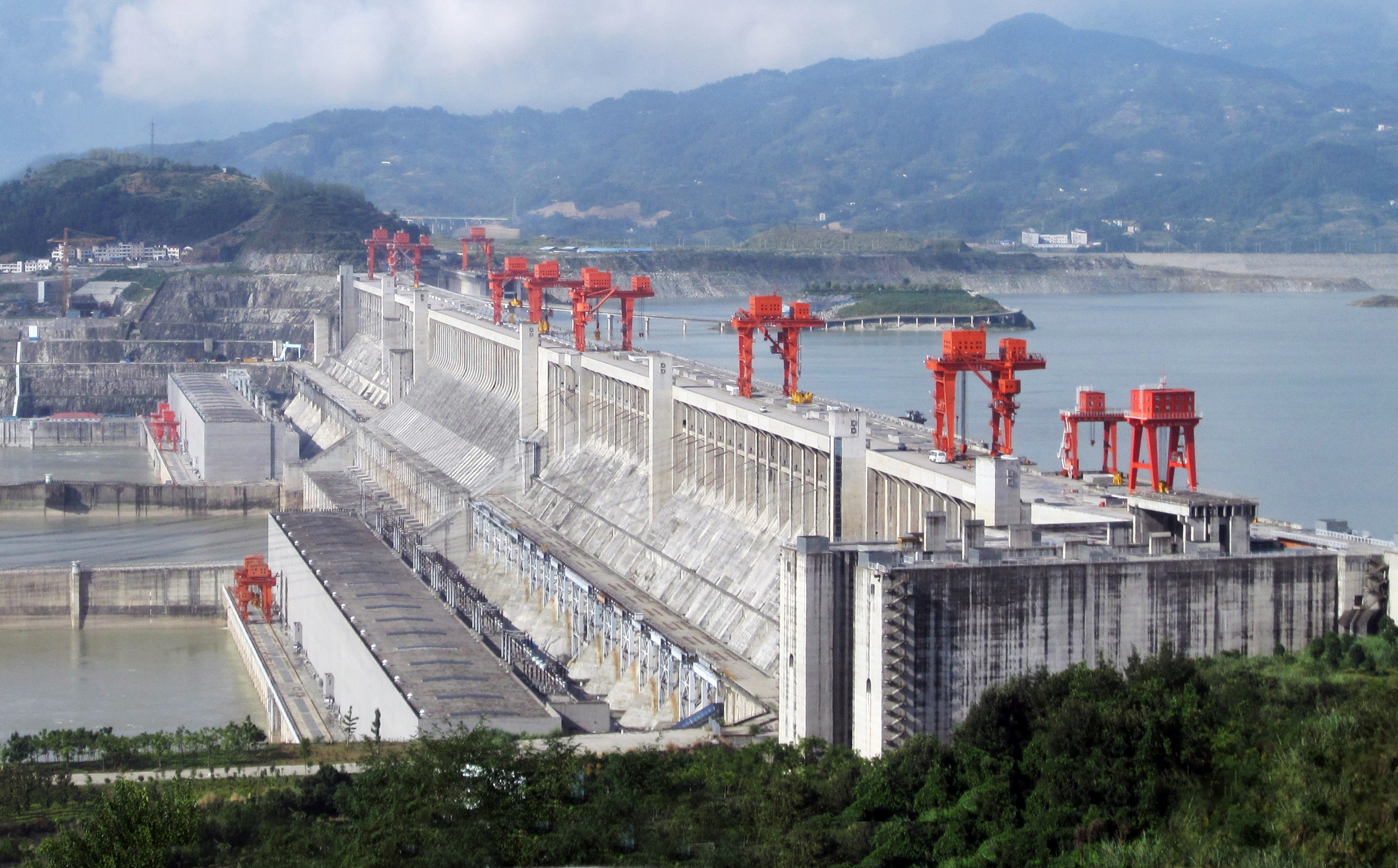
La presa de las Tres Gargantas en el centro de China es la instalación de producción de energía más grande del mundo de cualquier tipo

La hidroelectricidad es la generación de energía eléctrica producida a partir de la potencia hidráulica. En 2015, la energía hidroeléctrica generó el 16.7% de la electricidad total del mundo y el 70% a través de obras de aducción, canales y túneles de desvío, el agua es conducida por tuberías forzadas desde la presa hasta las turbinas hidráulicas, que giran para generar energía mecánica, la cual es convertida en energía eléctrica por el generador eléctrico rotativo.
La energía renovable, y se esperaba que aumentara alrededor del 77.5% (3.1% cada año)durante los próximos 25 años.
La energía hidroeléctrica se produce en 150 países, y la región de Asia y el Pacífico generó el 33% de la energía hidroeléctrica mundial en 2013. China es el mayor productor de energía hidroeléctrica con 920  teravatios-hora (1 teravatio-hora= 1 000 000 000 kWh) de producción en 2013, lo que representa el 16.9% del uso doméstico de electricidad.
El costo de mantenimiento de la hidroelectricidad es relativamente bajo por lo que es una fuente competitiva de electricidad renovable. La estación hidroeléctrica no consume agua, a diferencia de las plantas de carbón o gas. El costo promedio de la electricidad de una estación hidroeléctrica de más de 10 megavatios es de 3 a 5 centavos de dólar por kilovatio-hora. Al disponer de una  presa y un embalse, es una fuente flexible de electricidad, ya que la cantidad producida por la estación se puede cambiar, aumentar o disminuir muy rápidamente, para adaptarse a las demandas cambiantes de energía. Una vez que se construye un complejo hidroeléctrico, el proyecto no produce residuos directos y, en muchos casos, tiene un nivel de producción de gases de efecto invernadero considerablemente más bajo que las plantas de energía que funcionan con combustibles fósiles.

## Historia

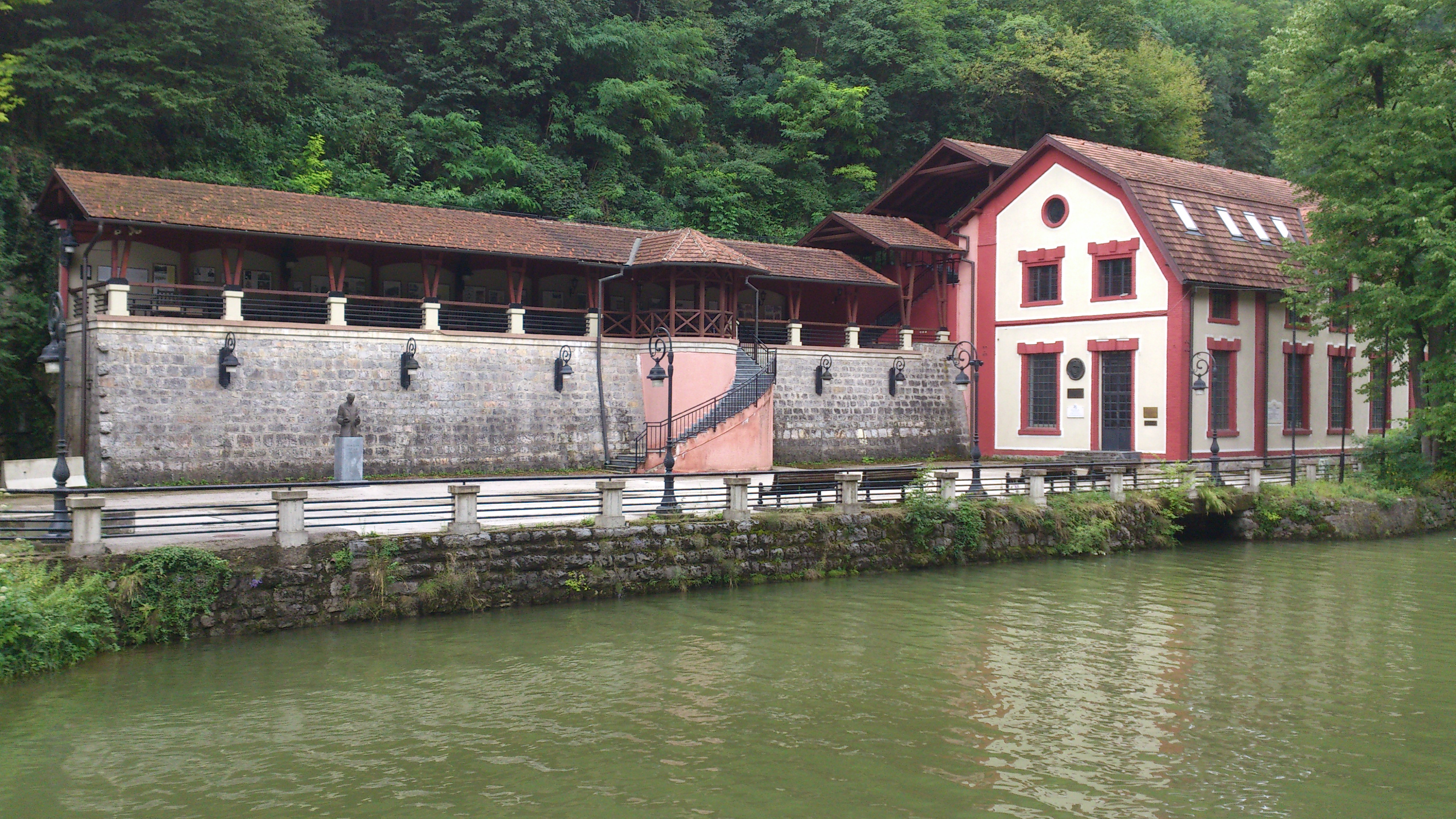
Central hidroeléctrica del museo ″Under the Town" en Serbia, construida en 1900

La energía hidráulica se ha utilizado desde la antigüedad para moler la harina y realizar otras tareas. A mediados de la década de 1770, el ingeniero francés Bernard Forest de Bélidor publicó Architecture Hydraulique, que describía las máquinas hidráulicas de eje vertical y horizontal. A finales del siglo XIX se desarrolló el generador eléctrico y entonces se pudo acoplar a los sistemas hidráulicos. La creciente demanda de la Revolución Industrial también impulsó su desarrollo. En 1878, William Armstrong desarrolló el primer esquema hidroeléctrico del mundo en Cragside en Northumberland, Inglaterra. Fue utilizado para alimentar una sola lámpara de arco en su galería de arte. La antigua «central eléctrica de Schoelkopf No. 1» cerca de las cataratas del Niágara, en el lado estadounidense, comenzó a producir electricidad en 1881. La primera central hidroeléctrica de  Edison, la planta de Vulcan Street, comenzó a funcionar el 30 de septiembre de 1882 en Appleton, Wisconsin , con una potencia de salida de unos 12,5 kilovatios. En 1886 había 45 centrales hidroeléctricas en los Estados Unidos y Canadá. Para 1889 había 200 en los Estados Unidos solamente. En 1891 el ingeniero ruso Mikhail Dolivo-Dobrovolsky diseñó la primera central hidroeléctrica trifásica del mundo en Alemania, con una salida de 25 kilovatios, la frecuencia era de 40 Hz.  En 1894 Charles Steinmetz diseñó la primera central hidroeléctrica trifásica de 60 hz y 50 hz en Estados Unidos.

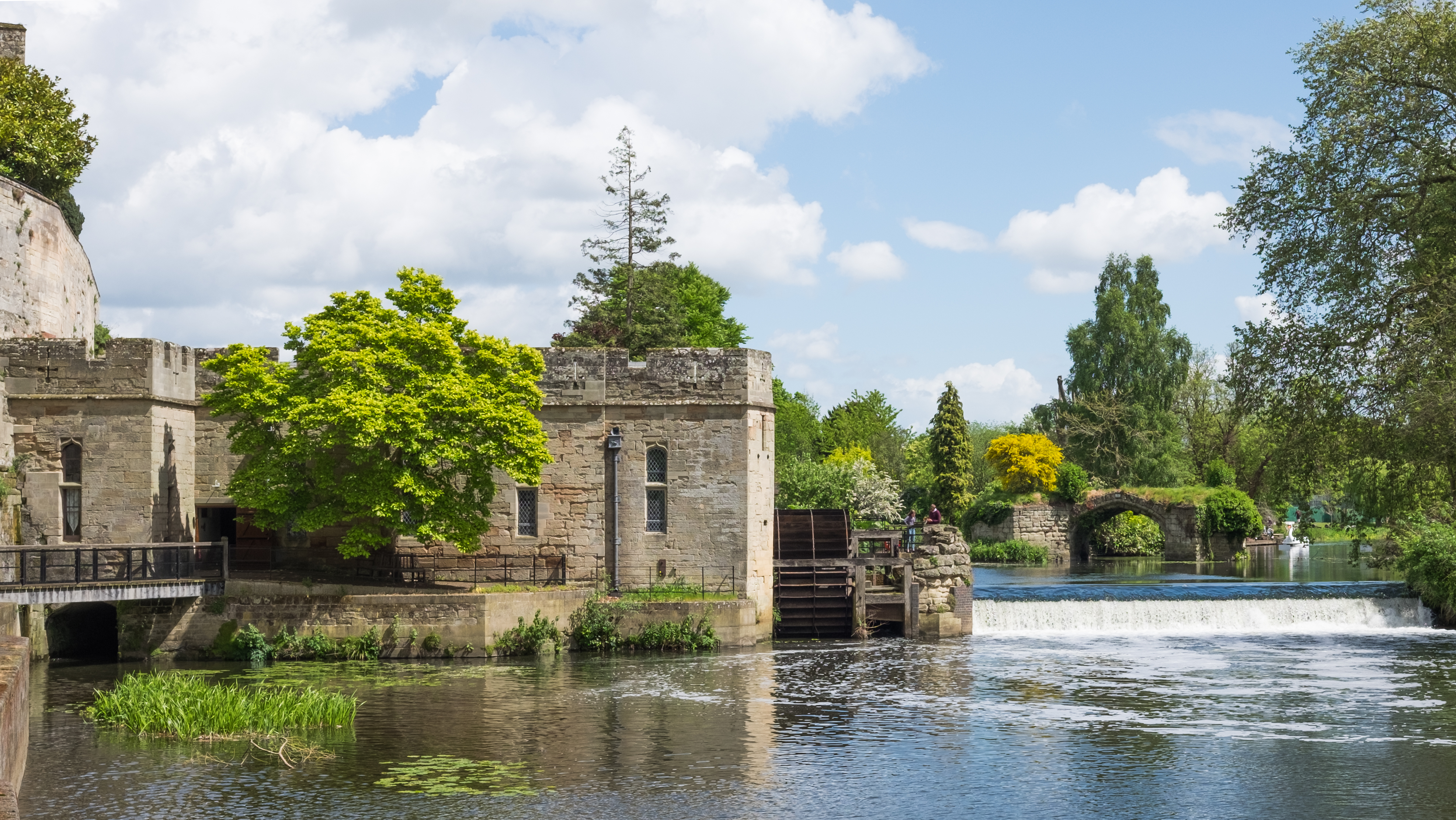
Casa de hidrogeneradores de electricidad del Castillo de Warwick, utilizada para el castillo desde 1894 hasta 1940

A principios del siglo XX las compañías comerciales estaban construyendo muchas pequeñas centrales hidroeléctricas en las montañas cerca de las áreas metropolitanas. Grenoble, Francia, celebró la Exposición Internacional de Energía Hidroeléctrica y Turismo con más de un millón de visitantes. En 1920, dado que el 40% de la energía producida en los Estados Unidos era hidroeléctrica, la Federal Power Act se promulgó como ley. La Legislación creó la Comisión Federal de Energía para regular las centrales hidroeléctricas en tierra y agua federales. A medida que las centrales eléctricas se hicieron más grandes, sus represas asociadas desarrollaron propósitos adicionales para incluir el control de inundaciones, el riego y la navegación. Fue necesaria una financiación federal para el desarrollo a gran escala y se crearon corporaciones de propiedad federal como Tennessee Valley Authority en 1933 y Bonneville Power Administration en 1937. Además, la  Oficina de Reclamación, que había iniciado una serie de proyectos de riego en el oeste de los Estados Unidos a principios del siglo XX, ahora estaba construyendo grandes proyectos hidroeléctricos, como la Presa Hoover de 1928. El Cuerpo de Ingenieros del Ejército de EE. UU. también participó en el desarrollo hidroeléctrico y completó la Presa de Bonneville en 1937 y fue reconocido por la Ley de Control de Inundaciones de 1936 como la principal agencia federal de control de inundaciones.
Las centrales hidroeléctricas continuaron creciendo a lo largo del siglo XX. La energía hidroeléctrica fue llamada «carbón blanco» por su poder y abundancia. La central eléctrica de 1345 MW de la Presa Hoover fue la central hidroeléctrica más grande del mundo en 1936; fue eclipsada por la Presa Grand Coulee de 6809 MW en 1942. La  Presa Itaipu se abrió en 1984 en Sudamérica como la más grande, con 14 000 MW, pero fue superada en 2008 por la Presa de las Tres Gargantas en China con 22 500 MW. La hidroelectricidad eventualmente abastecería a algunos países, entre ellos Noruega, República Democrática del Congo, Paraguay y Brasil, con más del 85% de su electricidad. Actualmente, los Estados Unidos tienen más de 2000 centrales hidroeléctricas que suministran el 6.4% de su producción eléctrica total, que es el 49% de su electricidad renovable.

## Potencial futuro
El potencial técnico para el crecimiento de la energía hidroeléctrica en todo el mundo es, 71% en Europa, 75% en América del Norte, 79% en América del Sur, 95% en África, 95% en Oriente Medio, 82% en Asia Pacífico. Las realidades políticas de los nuevos embalses en los países occidentales, las limitaciones económicas en el tercer mundo y la falta de un sistema de transmisión en áreas subdesarrolladas, dan como resultado la posibilidad de desarrollar el 25% del potencial restante antes de 2050, y la mayor parte está en el Área de Asia Pacífico. Algunos países están altamente desarrollados y tienen muy poco espacio para crecer, Suiza 12% y México 20%.

## Métodos de generación

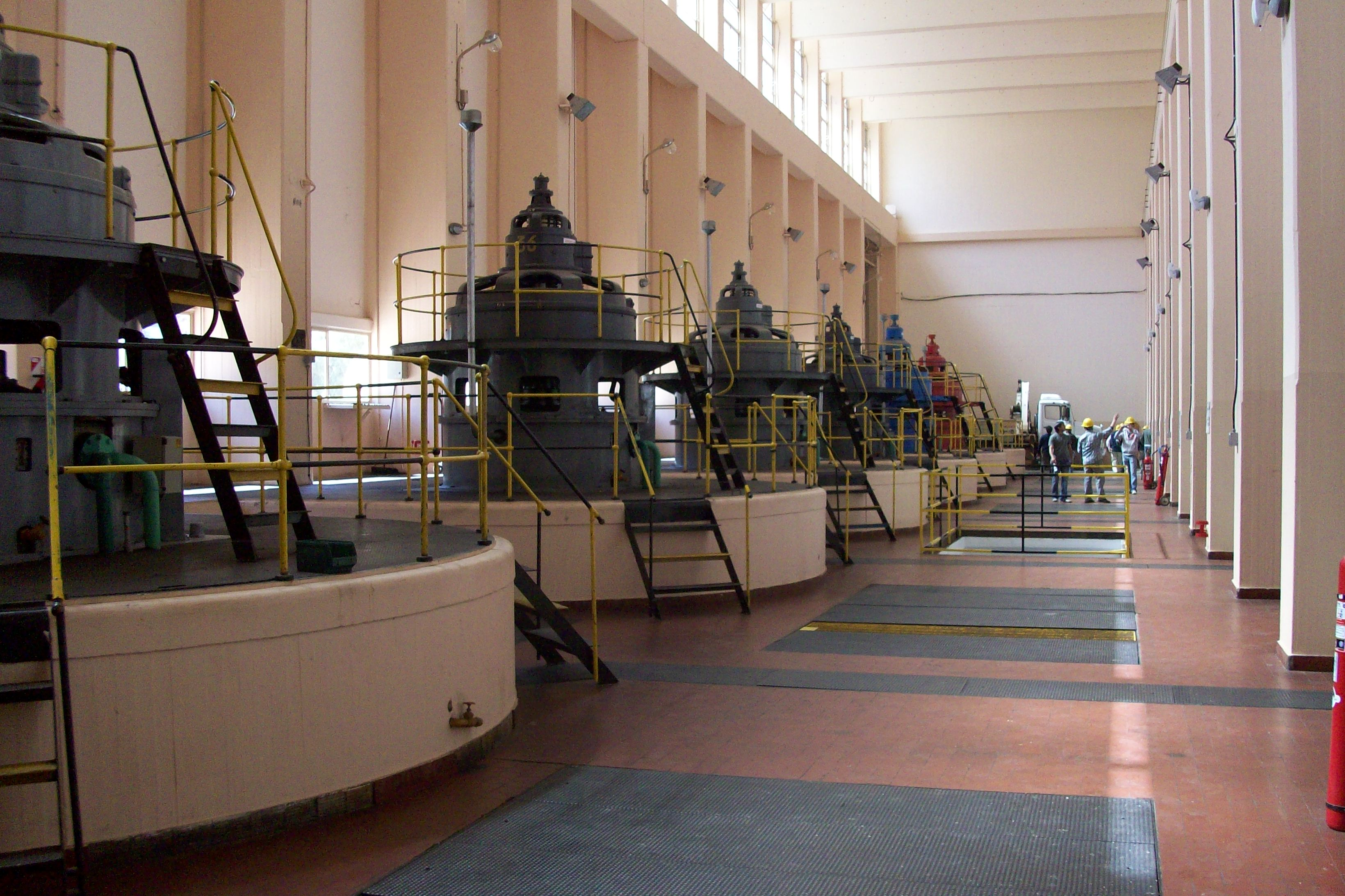
Fila de turbinas en la central eléctrica de El Nihuil II en Mendoza, Argentina

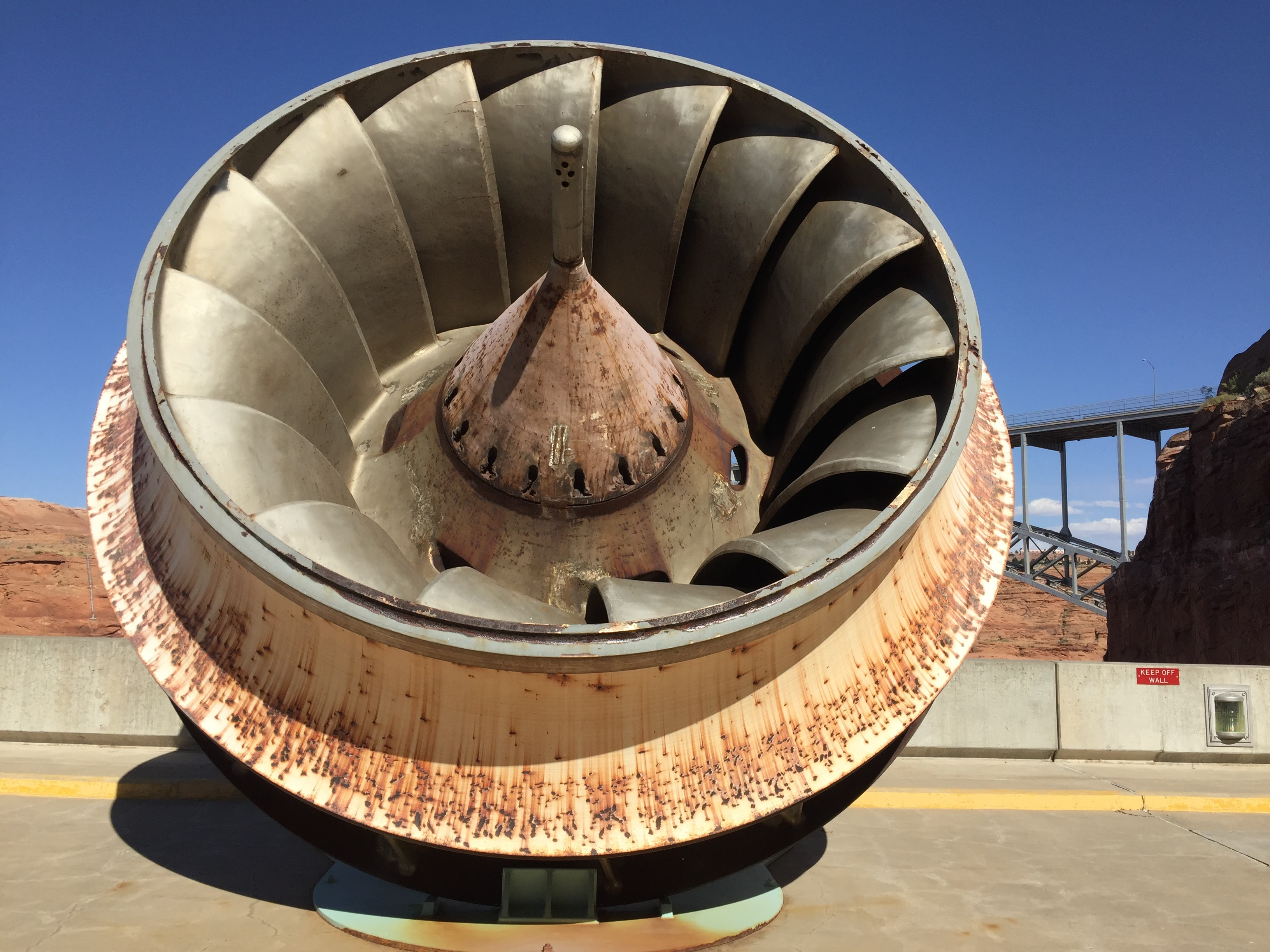
Un viejo corredor de turbina en exhibición en la presa de Glen Canyon

Corte transversal de una presa hidroeléctrica convencional

Una típica turbina de agua y un generador eléctrico

### Presas convencionales
La mayor parte de la energía hidroeléctrica, proviene de la energía potencial de las aguas embalsadas que impulsan una turbina y un generador eléctrico. La potencia extraída del agua depende del volumen y de la diferencia de altura entre la fuente y la salida del agua. Esta diferencia de altura se llama cabezal hidráulico. Un tubo grande o compuerta, conduce  el agua desde el depósito a la turbina.

### Almacenamiento por bombeo
Este método produce electricidad para satisfacer los picos de demanda al mover el agua entre embalses a diferentes cotas. En momentos de baja demanda eléctrica, el exceso de capacidad de generación se utiliza para bombear agua al depósito más alto. Cuando la demanda aumenta, el agua se libera de nuevo en el embalse inferior a través de una turbina. Los esquemas de almacenamiento por bombeo proporcionan actualmente los medios más importantes comercialmente para el almacenamiento de energía en la red a gran escala y mejoran el factor de capacidad diaria del sistema de generación. El almacenamiento por bombeo no es una fuente de energía, y aparece como un número negativo en los listados.

### Corriente de río
Las estaciones hidroeléctricas de pasada son aquellas con una capacidad de reservorio pequeña o nula, por lo que solo el agua proveniente de aguas arriba está disponible para la generación en ese momento, y cualquier exceso de suministro se pierde sin ser utilizado. Un suministro constante de agua desde un lago o un embalse existente aguas arriba es una ventaja significativa al elegir los sitios para la corriente del río. En los Estados Unidos, la energía hidroeléctrica del río podría proporcionar 60 000 megavatios (80 000,000 hp), aproximadamente el 13.7% del uso total en 2011 si está disponible continuamente.

### Marea
Una central eléctrica de mareas, también llamada de energía mareomotriz, aprovecha el aumento y la caída diaria del agua del mar debido a las mareas; dichas fuentes son altamente predecibles y, si las condiciones permiten la construcción de reservorios, también se pueden utilizar para generar energía durante períodos de alta demanda. Estos tipos de esquemas hidroeléctricos, que son los menos comunes, utilizan la energía cinética del agua o fuentes no dañadas, como las ruedas de agua por debajo de la superficie. El poder de las mareas es viable en un número relativamente pequeño de lugares en todo el mundo ya que es necesario que  la diferencia de las alturas alcanzadas por la pleamar y la  bajamar sea importante. En Gran Bretaña, hay ocho sitios que podrían desarrollarse, que tienen el potencial de generar el 20% de la electricidad utilizada en 2012.

## Tamaños, tipos y capacidades de instalaciones hidroeléctricas

### Grandes instalaciones
Las centrales hidroeléctricas a gran escala se consideran más comúnmente como las instalaciones de producción de energía más grandes del mundo, con algunas instalaciones hidroeléctricas capaces de generar más del doble de las capacidades instaladas de las centrales nucleares más grandes actuales.
Aunque no existe una definición oficial para el rango de capacidad de las grandes centrales hidroeléctricas, las instalaciones de más de unos pocos cientos de megavatios se consideran en general grandes centrales hidroeléctricas.
Actualmente, solo cuatro instalaciones de más de 10 GW (10 000 MW ) están en funcionamiento en todo el mundo.
| Puesto | Estación                    | País                                    | Localización                                 | Capacidad (MW) |
| ------ | --------------------------- | --------------------------------------- | -------------------------------------------- | -------------- |
| 1      | Presa de las Tres Gargantas | Bandera de la República Popular China   | 30°49′15″N 111°00′08″E / 30.82083, 111.00222 | 22 500         |
| 2      | Presa de Itaipu             | Bandera de Brasil · Bandera de Paraguay | 25°24′31″S 54°35′21″O / -25.40861, -54.58917 | 14 000         |
| 3      | Presa de Xiluodu            | Bandera de la República Popular China   | 28°15′35″N 103°38′58″E / 28.25972, 103.64944 | 13 860         |
| 4      | Presa de Guri               | Bandera de Venezuela                    | 07°45′59″N 62°59′57″O / 7.76639, -62.99917   | 10 200         |

### Pequeña
La pequeña hidroeléctrica es el desarrollo de la energía hidroeléctrica a escala suficiente para que sirve a una pequeña comunidad o planta industrial. La definición de un proyecto hidroeléctrico pequeño varía, pero se acepta generalmente una capacidad de generación de hasta 10 megavatios (MW)  como el límite superior de lo que se puede denominar pequeña central hidroeléctrica. Puede extenderse hasta 25 MW o 30 MW en Canadá y los Estados Unidos. La producción de energía hidroeléctrica a pequeña escala creció un 29% entre 2005 y 2008, lo que elevó la capacidad total de pequeñas centrales hidroeléctricas del mundo a 85 GW . Más del 70% de la potencia total se produce en China (65 GW), seguido por Japón (3.5 GW), los Estados Unidos (3 GW), e India (2 GW).

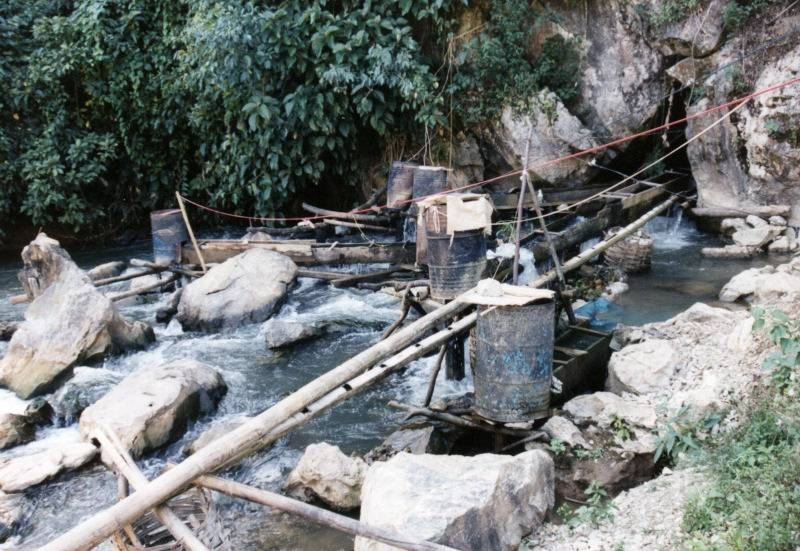
Una micro instalación hidroeléctrica en Vietnam

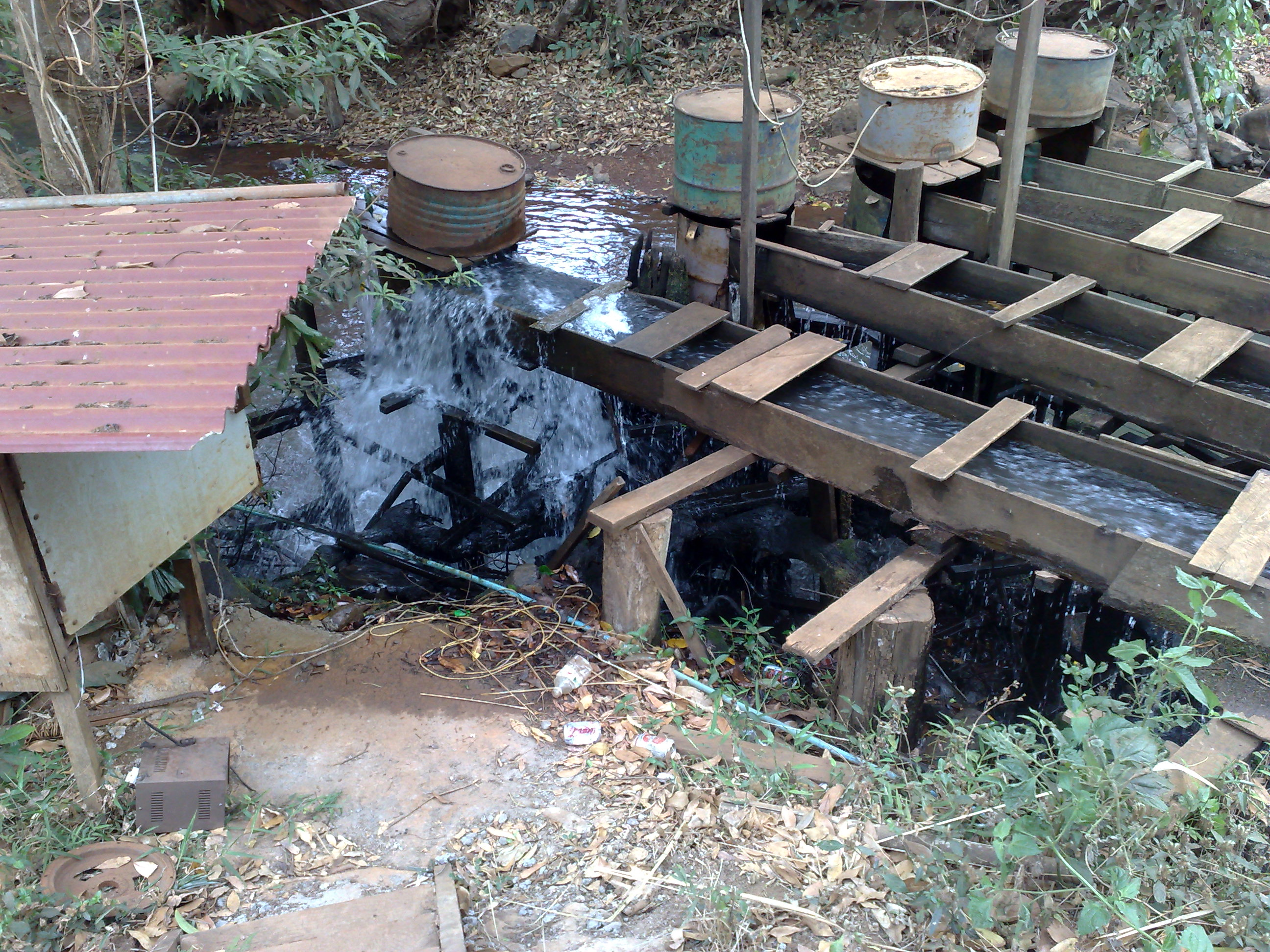
Hidroelectricidad Pico en Mondulkiri, Camboya

Las pequeñas estaciones hidroeléctricas pueden conectarse a las redes de distribución eléctrica convencionales como fuente de energía renovable de bajo costo. Alternativamente, los pequeños proyectos hidroeléctricos pueden construirse en áreas aisladas que no serían rentables para servir desde una red, o en áreas donde no hay una red nacional de distribución eléctrica. Dado que los pequeños proyectos hidroeléctricos suelen tener un mínimo de embalses y obras de construcción civil, se considera que tienen un impacto ambiental relativamente bajo en comparación con las grandes centrales hidroeléctricas. Esta disminución del impacto ambiental depende en gran medida del equilibrio entre el flujo de la corriente y la producción de energía.

### Micro
«Micro hidro» es un término utilizado para las instalaciones de energía hidroeléctrica que normalmente producen hasta 100 kW de potencia. Estas instalaciones pueden proporcionar energía a un hogar aislado o comunidad pequeña, o a veces están conectadas a redes de energía eléctrica. Hay muchas de estas instalaciones en todo el mundo, particularmente en países en desarrollo ya que pueden proporcionar una fuente económica de energía sin la compra de combustible. Los micro sistemas hidroeléctricos complementan los sistemas de energía solar fotovoltaica porque en muchas áreas el flujo de agua, y por lo tanto la energía hidroeléctrica disponible, es más alta en el invierno cuando la energía solar es mínima.

### Pico
Pico hidro es un término utilizado para la generación de energía hidroeléctrica de menos de 5 kW. Es útil en comunidades pequeñas y remotas que requieren solo una pequeña cantidad de electricidad. Por ejemplo, para alimentar una o dos bombillas fluorescentes y un televisor o radio para algunas casas. Incluso las turbinas más pequeñas de 200-300 W pueden alimentar una sola casa en un país en desarrollo con una desnivel de caída del de solo 1 m (3 pies). Una configuración Pico-hidroeléctrica suele estar en la corriente de un río, lo que significa que las represas no se usan, sino que las tuberías desvían parte del flujo, lo hacen descender en una pequeña altura y atraviesan la turbina antes de devolverla a la corriente.

### Subterránea
Una estación de energía subterránea se usa generalmente en grandes instalaciones y hace uso de una gran diferencia de altura natural entre dos vías fluviales, como una cascada o un lago de montaña. Se construye un túnel subterráneo para llevar el agua desde el depósito superior hasta la sala de generación construida en una caverna subterránea cerca del punto más bajo del túnel de agua y una pista horizontal que lleva el agua a la vía de salida del canal inferior.

### Cálculo de la potencia disponible
Una sencilla fórmula para aproximar la producción de energía eléctrica en una estación hidroeléctrica es la siguiente:{\displaystyle P=\rho hrgk}, donde
- {\displaystyle P}, es la potencia en vatios,
- {\displaystyle \rho }, es la densidad del agua (~1000 kg/m³),
- {\displaystyle h}, es altura del desnivel,
- {\displaystyle r}, es el flujo de agua en m³/s,
- {\displaystyle g}, es la aceleración de la gravedad, que es  9.8 m/s2,
- {\displaystyle k}, es un coeficiente de eficiencia que va de 0 a 1. La eficiencia es más alta (es decir, más cercana a 1) con turbinas más grandes y más modernas.

La producción anual de energía eléctrica depende del suministro de agua disponible. En algunas instalaciones, el caudal de agua puede variar en un factor de 10: 1 en el transcurso de un año.

## Propiedades

### Ventajas
La central eléctrica Ffestiniog puede generar 360 MW de electricidad dentro de los 60 segundos posteriores a la demanda.

#### Flexibilidad
La energía hidroeléctrica es una fuente flexible de electricidad, ya que las estaciones se pueden subir y bajar muy rápidamente para adaptarse a las demandas cambiantes de energía. Las turbinas hidráulicas tienen un tiempo de arranque del orden de unos pocos minutos. Se tarda entre 60 y 90 segundos en llevar una unidad desde el arranque en frío hasta la carga completa. Esto es mucho más corto que para turbinas de gas o plantas de vapor. La generación de energía también puede disminuirse rápidamente cuando hay un excedente de generación de energía. Por lo tanto, la capacidad limitada de las unidades hidroeléctricas no se usa generalmente para producir energía básica, excepto para desalojar el pozo de inundación o satisfacer las necesidades posteriores. En cambio, sirve como respaldo para generadores no hidroeléctricos.

#### Bajo costo
La principal ventaja de las represas hidroeléctricas convencionales con embalses es su capacidad para almacenar agua a bajo costo para su posterior envío como electricidad limpia de alto valor. El costo promedio de la electricidad de una estación hidroeléctrica de más de 10 megavatios es de 3 a 5 céntimos de dólar por kilovatio-hora. Cuando se usa como potencia máxima para satisfacer la demanda, la hidroelectricidad tiene un valor más alto que la potencia base y un valor mucho más alto en comparación con las fuentes de energía intermitentes.
Las centrales hidroeléctricas tienen una larga vida económica y algunas plantas siguen en servicio después de 50 a 100 años. El costo de la mano de obra también suele ser bajo, ya que las plantas están automatizadas y tienen poco personal en el sitio durante la operación normal.
Cuando un embalse tiene múltiples propósitos, se puede agregar una estación hidroeléctrica con un costo de construcción relativamente bajo, lo que proporciona un flujo de ingresos útil para compensar los costos de la operación del embalse. Se ha calculado que la venta de electricidad de la Presa de las Tres Gargantas cubrirá los costos de construcción después de 5 a 8 años de plena generación. Además algunos datos muestran que en la mayoría de los países, las represas hidroeléctricas grandes serán demasiado costosas y demorarán mucho en construirse para ofrecer un rendimiento positivo ajustado al riesgo, a menos que se implementen las medidas de gestión de riesgos apropiadas.

#### Idoneidad para aplicaciones industriales
Si bien muchos proyectos hidroeléctricos suministran redes públicas de electricidad, algunos se crean para servir a empresas industriales específicas. Los proyectos hidroeléctricos dedicados a menudo se construyen para proporcionar las cantidades sustanciales de electricidad necesarias para las plantas electrolíticas de aluminio, por ejemplo. La presa Grand Coulee cambió para apoyar el aluminio Alcoa en  Bellingham,  Washington, Estados Unidos para los aviones estadounidenses de la Segunda Guerra Mundial antes de que se le permitiera proporcionar riego y energía a los ciudadanos  después de la guerra. En Surinam, el embalse de Brokopondo fue construido para proporcionar electricidad a la industria del aluminio Alcoa. La central eléctrica Manapouri de Nueva Zelanda se construyó para suministrar electricidad a la fundición de aluminio en Tiwai Point.

#### Reducción de emisiones de CO2
Dado que las represas hidroeléctricas no utilizan combustible, la generación de energía no produce dióxido de carbono. Mientras que el dióxido de carbono se produce inicialmente durante la construcción del proyecto, y el metano es emitido anualmente por las presas, la hidroeléctrica en casos nórdicos específicos, tiene las emisiones de gases de efecto invernadero más bajas en el ciclo de vida por potencia generada. En comparación con los combustibles fósiles que generan una cantidad equivalente de electricidad, la energía hidráulica ahorró tres mil millones de toneladas de emisiones de CO2 en 2011.
Una medición del gas de efecto invernadero relacionada y otra comparación de externalidades entre fuentes de energía se puede encontrar en el proyecto ExternE por el Instituto Paul Scherrer y la Universidad de Stuttgart que fue financiado por la Comisión Europea. Según ese estudio, la hidroelectricidad en Europa produce la menor cantidad de gases de efecto invernadero y la externalidad de cualquier fuente de energía. El segundo lugar fue el viento, el tercero la energía nuclear y el cuarto la solar fotovoltaica. El bajo impacto de la hidroelectricidad en los gases de efecto invernadero se encuentra especialmente en climas templados. El estudio anterior fue para la energía local en Europa; presumiblemente, prevalecen condiciones similares en América del Norte y Asia del Norte, que presentan un ciclo regular y natural de congelación/descongelación (con la desintegración y el recrecimiento estacional de las plantas asociadas). Los mayores impactos en las emisiones de gases de efecto invernadero se encuentran en las regiones tropicales porque los reservorios de las centrales eléctricas en las regiones tropicales producen una mayor cantidad de metano que las de las zonas templadas.

#### Otros usos del embalse
Los reservorios creados para esquemas hidroeléctricos a menudo proporcionan instalaciones para deportes acuáticos y se convierten en atracciones turísticas. En algunos países, la acuicultura en reservorios es muy frecuente. Las presas de usos múltiples instaladas para el riego apoyan la agricultura con un suministro de agua relativamente constante. Las grandes represas hidroeléctricas pueden controlar las inundaciones, que de otro modo afectarían a las personas que viven río abajo del proyecto.

### Desventajas

#### Daños al ecosistema y pérdida de tierras
Los grandes embalses asociados con las centrales hidroeléctricas tradicionales dan lugar a la inmersión de extensas áreas aguas arriba de las represas, que a veces destruyen los bosques de valles bajos y ribereños, pantanos y pastizales biológicamente ricos y productivos. La represa interrumpe el flujo de los ríos y puede dañar los ecosistemas locales y la construcción de grandes represas y embalses a menudo implica el desplazamiento de personas y la vida silvestre. La pérdida de tierra a menudo se ve agravada por la fragmentación del hábitat de las áreas circundantes causada por el reservorio.
Los proyectos hidroeléctricos pueden ser perjudiciales para los ecosistemas acuáticos circundantes tanto aguas arriba como aguas abajo del sitio de la planta. La generación de energía hidroeléctrica cambia el entorno del río aguas abajo. El agua que sale de una turbina por lo general contiene muy poco sedimento suspendido, lo que puede ocasionar el desgaste de los lechos de los ríos y la pérdida de las orillas de ellos. Dado que las compuertas de las turbinas a menudo se abren intermitentemente, se observan fluctuaciones rápidas o incluso diarias en el flujo del río.

#### Pérdida de agua por evaporación
Un estudio realizado en 2011 por el Laboratorio Nacional de Energía Renovable de los Estados Unidos concluyó que las centrales hidroeléctricas en los EE. UU consumían entre 1425 y 18 000 galones de agua por megavatio-hora (gal/MWh) de electricidad generada, a través de las pérdidas por evaporación en el reservorio. La pérdida media fue de 4,491 gal/MWh, que es mayor que la pérdida para las tecnologías de generación que usan torres de enfriamiento, incluida la concentración de energía solar (865 gal/MWh para el canal de CSP, 786 gal/MWh para la torre de CSP), carbón (687 gal / MWh), nuclear (672 gal / MWh) y gas natural (198 gal / MWh). Donde hay múltiples usos de los reservorios, como el suministro de agua, la recreación y el control de inundaciones, toda la evaporación del reservorio se atribuye a la producción de energía.

#### Sedimentación y escasez de flujo
Cuando el agua fluye, tiene la capacidad de transportar partículas más pesadas que las de aguas abajo. Esto tiene un efecto negativo en las represas y, posteriormente, en sus centrales eléctricas, en particular las de los ríos o en las zonas de captación con alto nivel de sedimentación. La sedimentación puede llenar un reservorio y reducir su capacidad para controlar las inundaciones, además de causar presión horizontal adicional en la parte aguas arriba de la presa. Eventualmente, algunos reservorios pueden llenarse de sedimentos y volverse inútiles o excesivos durante una inundación.
Los cambios en la cantidad de flujo del río se correlacionarán con la cantidad de energía producida por una represa. Los caudales más bajos del río reducirán la cantidad de almacenamiento vivo en un reservorio, por lo que reducirán la cantidad de agua que se puede usar para la hidroelectricidad. El resultado de la disminución del flujo del río puede ser la causa de la escasez de energía en áreas que dependen en gran medida de la energía hidroeléctrica. El riesgo de escasez de flujo puede aumentar como resultado del cambio climático. Un estudio del río Colorado en los Estados Unidos sugiere que los cambios climáticos moderados, como un aumento de la temperatura en 2 grados centígrados que resulta en una disminución del 10% en la precipitación, podrían reducir la escorrentía del río hasta en un 40%. Brasil es vulnerable debido a su fuerte dependencia de la hidroelectricidad, ya que el aumento de las temperaturas, el menor flujo de agua y las alteraciones en el régimen de precipitaciones, podrían reducir la producción total de energía en un 7% anual para finales de siglo.

#### Emisiones de metano de reservorios
La presa Hoover en los Estados Unidos es una gran instalación hidroeléctrica con represas convencional, con una capacidad instalada de 2,080 MW .
Los impactos positivos más bajos se encuentran en las regiones tropicales, ya que se ha observado que los reservorios de plantas de energía en las regiones tropicales producen cantidades sustanciales de metano. Esto se debe a que el material vegetal en áreas inundadas se descompone en un ambiente anaeróbico y forma metano, un gas de efecto invernadero. Según el informe de la Comisión Mundial de Presas, donde el reservorio es grande en comparación con la capacidad de generación (menos de 100 vatios por metro cuadrado de superficie inundada) y no se realizó la limpieza de los bosques en el área antes de empezar la construcción del embalse, las emisiones de gases de efecto invernadero del reservorio pueden ser más altas que las de una planta de generación térmica a base de petróleo convencional.
Sin embargo, en los reservorios boreales de Canadá y el norte de Europa, las emisiones de gases de efecto invernadero son generalmente solo del 2% al 8% de cualquier tipo de generación térmica convencional de combustibles fósiles. Una nueva clase de operación de registro bajo el agua que apunta a los bosques inundados puede mitigar el efecto de la descomposición del bosque.

#### Reubicación
Otra desventaja de las represas hidroeléctricas es la necesidad de reubicar a las personas que viven donde se planean los reservorios. En el año 2000, la Comisión Mundial de Represas estimó que las represas habían desplazado físicamente a entre 40 y 80 millones de personas en todo el mundo.

#### Riesgos de fracaso
Debido a que las grandes instalaciones hidroeléctricas con represas convencionales retienen grandes volúmenes de agua, una falla debida a una construcción deficiente, desastres naturales o sabotajes puede ser catastrófica para los asentamientos e infraestructura río abajo.
Durante el tifón Nina, en 1975, la presa Banqiao falló en el sur de China cuando más de un año de lluvia cayó en 24 horas. La inundación resultante causó la muerte de 26 000 personas y otras 145 000 por las epidemias. Millones de personas quedaron sin hogar.
La creación de una represa en un lugar geológicamente inapropiado puede causar desastres como el de 1963 en la presa Vajont en Italia, donde murieron casi 2000 personas.
El fallo de la presa Malpasset en Fréjus en la Riviera francesa (Costa Azul), en el sur de Francia, hizo que se derrumbara el 2 de diciembre de 1959, donde murieron  423 personas en la inundación resultante.
Las represas más pequeñas y las micro instalaciones hidroeléctricas crean menos riesgos, pero pueden formar peligros continuos incluso después de ser retirados del servicio. Por ejemplo, la pequeña presa de tierra Kelly Barnes Dam falló en 1977, veinte años después de que su central eléctrica fuera puesta en servicio lo que causó 39 muertes.

### Comparación e interacciones con otros métodos de generación de energía
La hidroelectricidad elimina las emisiones de gases de combustión de la combustión de combustibles fósiles, incluidos contaminantes como el dióxido de azufre, el óxido nítrico, el monóxido de carbono, el polvo y el mercurio existente en el carbón. La hidroelectricidad también evita los peligros de la minería del carbón y los efectos indirectos para la salud de las emisiones de carbón.

#### La energía nuclear
En comparación con la energía nuclear, la construcción de una planta productora de hidroelectricidad requiere la alteración de grandes áreas del medio ambiente, mientras que una estación de energía nuclear tiene una huella pequeña, y las fallas en las centrales hidroeléctricas han causado decenas de miles de muertes más que cualquier falla de una estación nuclear. La creación de Garrison Dam, por ejemplo, requirió que las tierras de los nativos americanos crearan el Lago Sakakawea, que tiene una línea costera de 1,320 millas y que los habitantes vendieran el 94% de sus tierras cultivables por $ 7.5 millones en 1949.
Sin embargo, la energía nuclear es relativamente inflexible si bien puede reducir su salida razonablemente rápido. Dado que el costo de la energía nuclear está dominado por sus altos costos de infraestructura, el costo por unidad de energía aumenta significativamente con la baja producción. Debido a esto, la energía nuclear se utiliza principalmente para la carga base. A modo de contraste, la hidroelectricidad puede suministrar potencia máxima a un costo mucho menor. Por lo tanto, la hidroelectricidad se usa a menudo para complementar a las plantas nucleares u otras para el seguimiento de la carga. Los ejemplos de países en los que están emparejados en una participación cercana al 50/50 incluyen la red eléctrica en Suiza, el sector de la electricidad en Suecia y, en menor medida, Ucrania y el sector de la electricidad en Finlandia.

#### Energía eólica
La energía eólica atraviesa una variación predecible por temporada, pero es intermitente diariamente. La generación máxima de viento tiene poca relación con el consumo diario máximo de electricidad ya que el viento puede alcanzar su máxima intensidad durante la noche cuando no se necesita energía o puede estar quieto durante el día cuando la demanda eléctrica es mayor. Ocasionalmente, los patrones climáticos pueden resultar en poco viento durante días o semanas a la vez mientras que un depósito hidroeléctrico capaz de almacenar semanas de producción es útil para equilibrar la generación en la red. La potencia máxima del viento se puede compensar con la energía hidráulica mínima y el viento mínimo se puede compensar con la energía hidráulica máxima. De esta manera, el carácter fácilmente regulable de la hidroelectricidad se utiliza para compensar la naturaleza intermitente de la energía eólica. A la inversa, en algunos casos, la energía eólica se puede utilizar para ahorrar agua para su uso posterior en estaciones secas.
En zonas que no tienen energía hidroeléctrica, el almacenamiento por bombeo cumple una función similar pero a un costo mucho mayor y un 20% menos de eficiencia. Un ejemplo de esto es el comercio de Noruega con Suecia, Dinamarca, los Países Bajos y posiblemente Alemania o el Reino Unido en el futuro. Noruega tiene un 98% de energía hidroeléctrica, mientras que sus vecinos de tierras planas están instalando energía eólica.

## Capacidad hidroeléctrica mundial

Cuota mundial de energías renovables (2008)

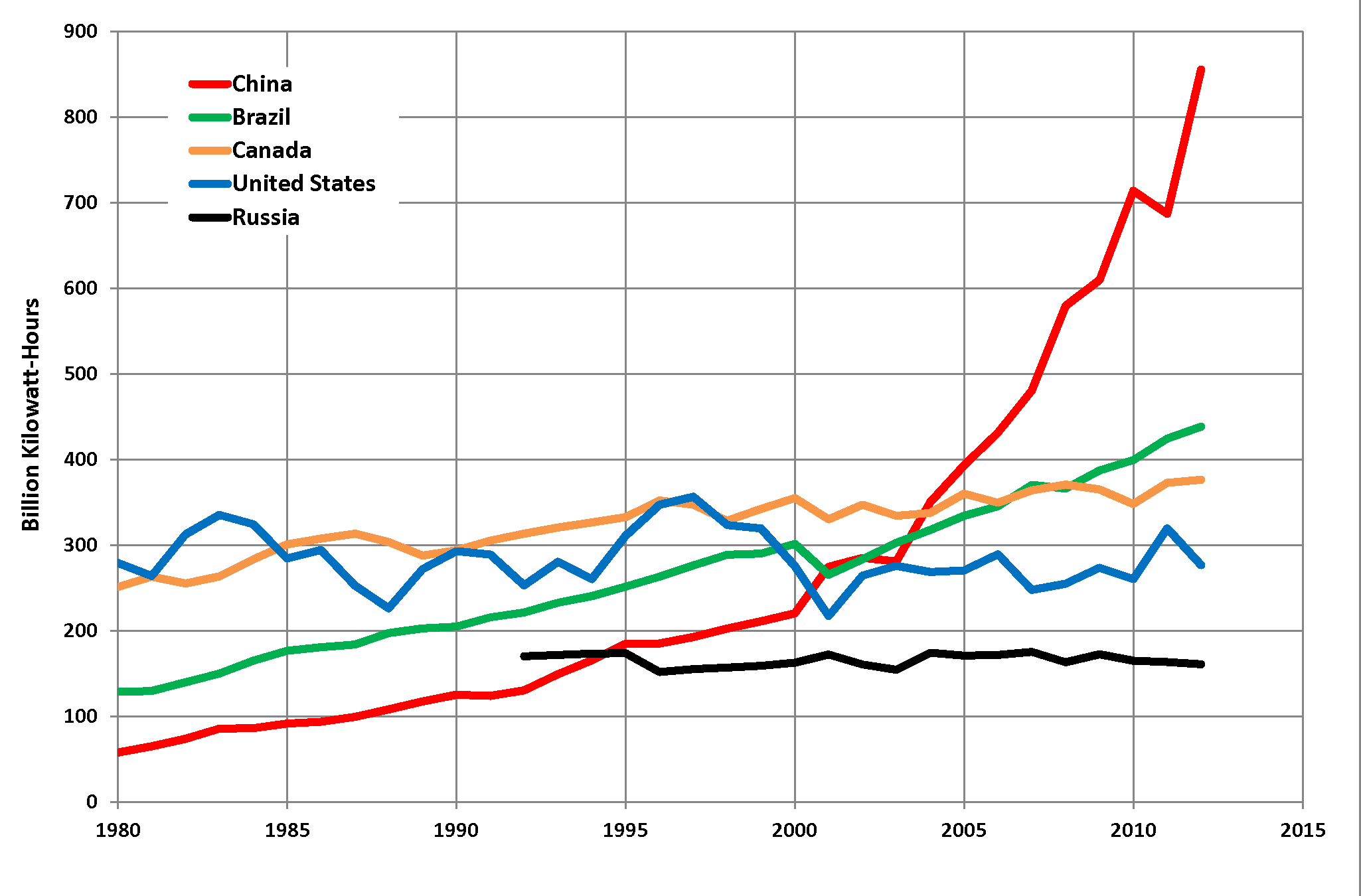
Tendencias en los cinco principales países productores de hidroelectricidad

La clasificación de la capacidad hidroeléctrica es por la producción de energía anual real o por la potencia nominal de la capacidad instalada. En 2015, la energía hidroeléctrica generó el 16.6% de la electricidad total del mundo y el 70% de toda la electricidad renovable. La energía hidroeléctrica se produce en 150 países y la región de Asia y el Pacífico generó el 32% de la hidroelectricidad global en 2010. China es el mayor productor de energía hidroeléctrica, con 721 teravatios-hora de producción en 2010, lo que representa alrededor del 17% del uso doméstico de electricidad. Brasil, Canadá, Nueva Zelanda, Noruega, Paraguay, Austria, Suiza y Venezuela tienen una mayoría de la producción interna de energía eléctrica a partir de energía hidroeléctrica. Paraguay produce el 100% de su electricidad de las represas hidroeléctricas y exporta el 90% de su producción a Brasil y Argentina. Noruega produce el 98-99% de su electricidad a partir de fuentes hidroeléctricas.
Una estación hidroeléctrica rara vez opera a su potencia máxima durante un año completo; la relación entre la potencia promedio anual y la capacidad de capacidad instalada es el factor de capacidad. La capacidad instalada es la suma de todas las clasificaciones de potencia de la placa de identificación del generador.
| País           | Producción hidroeléctrica anual (TWh) | Capacidad instalada (GW) | Factor de capacidad | % de la producción mundial | %en generación de electricidad doméstica |
| -------------- | ------------------------------------- | ------------------------ | ------------------- | -------------------------- | ---------------------------------------- |
| China          | 1232                                  | 352                      | 0.37                | 28.5%                      | 17.2%                                    |
| Brasil         | 389                                   | 105                      | 0.56                | 9.0%                       | 64.7%                                    |
| Canadá         | 386                                   | 81                       | 0.59                | 8.9%                       | 59.0%                                    |
| Estados Unidos | 317                                   | 103                      | 0.42                | 7.3%                       | 7.1%                                     |
| Rusia          | 193                                   | 91                       | 0.42                | 4.5%                       | 17.3%                                    |
| India          | 151                                   | 49                       | 0.43                | 3.5%                       | 9.6%                                     |
| Noruega        | 140                                   | 33                       | 0.49                | 3.2%                       | 95.0%                                    |
| Japón          | 88                                    | 50                       | 0.37                | 2.0%                       | 8.4%                                     |
| Vietnam        | 84                                    | 18                       | 0.67                | 1.9%                       | 34.9%                                    |
| Francia        | 71                                    | 26                       | 0.46                | 1.6%                       | 12.1%                                    |

| #  | País           | 2020    |
| -- | -------------- | ------- |
| 1  | China          | 370 160 |
| 2  | Brasil         | 109 318 |
| 3  | Estados Unidos | 103 058 |
| 4  | Canadá         | 81 058  |
| 5  | Rusia          | 51 811  |
| 6  | India          | 50 680  |
| 7  | Japón          | 50 016  |
| 8  | Noruega        | 33 003  |
| 9  | Turquía        | 30 984  |
| 10 | Francia        | 25 897  |
| 11 | Italia         | 22 448  |
| 12 | España         | 20 114  |
| 13 | Vietnam        | 18 165  |
| 14 | Venezuela      | 16 521  |
| 15 | Suecia         | 16 479  |
| 16 | Suiza          | 15 571  |
| 17 | Austria        | 15 147  |
| 18 | Irán           | 13 233  |
| 19 | México         | 12 671  |
| 20 | Colombia       | 12 611  |
| 21 | Argentina      | 11 348  |
| 22 | Alemania       | 10 720  |
| 23 | Pakistán       | 10 002  |
| 24 | Paraguay       | 8 810   |
| 25 | Australia      | 8 528   |
| 26 | Laos           | 7 376   |
| 27 | Portugal       | 7 262   |
| 28 | Chile          | 6 934   |
| 29 | Rumania        | 6 684   |
| 30 | Corea del Sur  | 6 506   |
| 31 | Ucrania        | 6 329   |
| 32 | Malasia        | 6 275   |
| 33 | Indonesia      | 6 210   |
| 34 | Perú           | 5 735   |
| 35 | Nueva Zelanda  | 5 389   |
| 36 | Tayikistán     | 5 273   |
| 37 | Ecuador        | 5 098   |

## Grandes proyectos en construcción
| Nombre                            | Capacidad máxima (MW) | País      | Comienzo de la construcción | Previsión de terminación            | Comentarios |
| --------------------------------- | --------------------- | --------- | --------------------------- | ----------------------------------- | --- |
| Represa de Belo Monte             | 11 181                | Brasil    | marzo de 2011               | 2019 5 de marzo de 2016 (operativa) | Construcción preliminar en curso. Construcción suspendida 14 días por orden judicial, agosto de 2012                                                                            |
| Proyecto Siang Upper HE           | 11 000                | India     | abril de 2009               | 2024                                | Construcción multifase en un período de 15 años. La construcción se retrasó debido a la disputa con China.                                                                      |
| Presa de Tasang                   | 7110                  | Birmania  | marzo de 2007               | 2022                                | Controvertida presa de 228 metros de altura con capacidad para producir 35 446 GWh anualmente.                                                                                  |
| Presa de Xiangjiaba               | 6400                  | China     | 26 de noviembre de 2006     | 2015                                | El último generador se puso en servicio el 9 de julio de 2014. |
| Presa del Renacimiento            | 6000                  | Etiopía   | 2011                        | 2017                                | Ubicado en la cuenca alta del Nilo, en Egipto. |
| Presa de Nuozhadu                 | 5850                  | China     | 2006                        | 2017                                | |
| Estación Hidroeléctrica Jinping 2 | 4800                  | China     | 30 de enero de 2007         | 2014                                | Para construir esta presa, 23 familias y 129 residentes locales deben ser trasladados. Funciona con la central hidroeléctrica Jinping 1 como grupo.                             |
| Presa de Diamer-Bhasha            | 4500                  | Pakistán  | 18 de octubre de 2011       | 2023                                | |
| Estación Hidroeléctrica Jinping 1 | 3600                  | China     | 11 de noviembre de 2005     | 2014                                | El sexto y último generador se puso en servicio el 15 de julio de 2014 |
| Central de Jirau                  | 3300                  | Brasil    | 2008                        | 2013                                | La construcción se detuvo en marzo de 2011 debido a disturbios de trabajadores. Fue inaugurada en el segundo semestre de 2012.                                                  |
| Presa de Guanyinyan               | 3000                  | China     | 2008                        | 2015                                | Se inició la construcción de las carreteras y el aliviadero. |
| Presa de Lianghekou               | 3000                  | China     | 2014                        | 2023                                | |
| Presa de Dagangshan               | 2600                  | China     | 15 de agosto de 2008        | 2016                                | |
| Presa de Liyuan                   | 2400                  | China     | 2008                        | 2013                                | |
| Represa de Tocoma Estado Bolívar  | 2160                  | Venezuela | 2004                        | 2014                                | Esta central eléctrica sería el último desarrollo en la Cuenca del Bajo Caroní, con un total de seis centrales eléctricas en el mismo río, incluida la Presa Guri de 10 000 MW. |
| Presa de Ludila                   | 2100                  | China     | 2007                        | 2015                                | Breve finalización de la construcción en 2009 por evaluación ambiental. |
| Presa de Shuangjiangkou           | 2000                  | China     | diciembre de 2007           | 2018                                | La presa tendrá 312 m de altura. |
| Presa Ahai                        | 2000                  | China     | 27 de julio de 2006         | 2015                                | |
| Presa de Teles Pires              | 1820                  | Brasil    | 2011                        | 2015                                | |
| Presa de Site C                   | 1100                  | Canadá    | 2015                        | 2024                                | Primera presa grande en el oeste de Canadá desde 1984 |
| Presa del Bajo Subansiri          | 2000                  | India     | 2007                        | 2016                                | |